# Петька і Василь Іванович 2: Судний день
Петька і Василь Іванович 2: Судний день (також відома як Петька і ВІЧ 2: Судний день) — комп'ютерна гра жанру квест, розроблена компанією S.K.I.F. і випущена компанією «Бука» для операційної системи Windows 30 вересня 1999 року. Є прямим продовженням гри «Петька і Василь Іванович рятують галактику» і другою в серії «Петька і Василь Іванович». Це остання гра, розроблена S.K.I.F.; після цього «Бука», що володіє правами на гру, передала розробку компанії «Сатурн-плюс».
28 травня 2015 року гру було портовано для iOS компанією Komar Games. 20 серпня того ж року вийшов порт для Android , розроблений тією ж компанією. 26 серпня «Бука» оголосила про вихід англійської версії «Петьки 2» під назвою Red Comrades 2: For the Great Justice. 14 жовтня 2016 року було випущено перевидання Петька і Василь Іванович 2: Судний день. Перезавантаження для сучасних версій операційної системи Windows і широкоформатних моніторів, також доступне з англійськими субтитрами під назвою Red Comrades: For the Great Justice. Reloaded. 

## Опис
Петька 2 являє собою пряме продовження сюжету з моменту закінчення першої частини. Графіка, звук, та інші елементи інтерфейсу взяті з першої частини і продовжують встановлений раніше стиль. За системою управління обидві частини абсолютно схожі.

## Сюжет
Гра починається з того, що герої прокидаються на Лонг-Айленді та згадують, що було після того, як вони «з інопланетянами розібралися, та додому повернулися» (у 1-й частині). Героям належить дізнатися, що відбувається в катакомбах під селом. З метою видалення з голови Чапаєва «мікрочипа» персонажі проникають у катакомби, знаходять машину часу і використовують її для переміщення в 1969 до США, де знайомляться з двійниковими версіями Фурманова, Анкі, піонера Павлика, а також Біллі і вуличними рокерами. Гра обривається біля монумента Статуї Свободи, де Василь Іванович повідомляє Петьці, що він його батько. 

## Дубляж
Гру дубльовано тільки російською мовою.
- Катерина Тенета — Анка
- Олександр Пожаров — Василь Іванович Чапаєв
- Борис Лінніков — Петька
- Євген Кондратьєв — Фурманов
- Віктор Шимановський — Пасічник, байкер
- Ілля Прудовський — бомж

## Персонажі
- Василь Іванович і Петька — протагоністи.
- Анка-кулеметниця — зустрічається 1969 року в США, де вона виконує посаду секретаря директора фірми Фурманова.
- Фурманов — у США Фурманов перекваліфікувався в капіталістичного ухилу людину, директора солідної фірми, хоча сам він стверджує, що він нащадок того самого Фурманова.
- Кузьмич — пасічник у Гадюкино.
- Піонер Павлік — представлений торговцем усякої всячини в США. Посилається на принципи капіталістичного життя і заперечує всі збіги зі своїм радянським варіантом.
- Біллі — підліток, схиблений на забиванні вікон. У грі є кілька непрямих виносок на алегорію творця операційної системи Microsoft Windows Білла Гейтса.
- Продавець забігайлівки — реінкарнація листоноші з 1-ї частини. Нічого спільного з прототипом, крім зовнішності, не має.
- Рокер — двійникова версія Пасічника.
- Матрос Митьок — 1969 року в США, представлений як археолог і етнолог, що займається різними предметами: від ритміки наспівів гавайських аборигенів до читання книг вуду. Одночасно керує невеликим музеєм.
- Ворожка — стара баба, яка ворожить героям на картах і показує їм різні видіння. Являє собою реінкарнацію продавчині з першої частини, яка змінила голос і колір шкіри.
- Бомж — шотландський лорд, обміняв свій родовий талісман - рубін, на пляшку шотландського віскі.
- Федір Айзикович Павлов — хірург. Зробив Чапаєву операцію з вилучення чипа з голови.